# Dragonera
Dragonera egy kis sziget a Baleár-szigetek része amely a Földközi tenger nyugati medencéjében található Mallorca dél nyugati részénél.

## Földrajz
A sziget úgy képződött hogy az Ibériai-félsziget déli részén a Gibraltári-szoros -tól  Cabo de la Nao-ig húzódó  Bétikai-Kordilerrák része volt, amely az Andalúziai- Lánchegység egy tagja. Amikor levált a Kordilleákról a Földközi-tenger-be süllyedt. S Mallorca déli részénél bukkant fel egy apró sziget formájában.
A történelmi időkben sem volt szerepe a szigetnek kis mérete miatt. A sziget kb. 3200 méter hosszú és legszélesebb pontján 500 méter hosszú.Legmagasabb pontja 360 m.

## Történelem
A Draonéra a Sárkány kifejezésből származik, a sziget sziluettje egy bizonyos pontból nézve sárkány alakot ölt, illetve a szigeten nagy számban élő endemikus gyíkok után kapta igazán találó nevét.
A XVIII. század folyamán a szigetre két védőtornyot építettek ahonnan jól látták az esetleges kalózhajók közeledését. Később világító tornyokat is építettek de erről nincsen sajnos bővebb információ.
1974-ben egy spanyol cég vásárolta meg a szigetet turisztikai üdülőhely építéséhez. Az eredeti terv az volt, hogy luxusszállodákat kaszinókat és az emberek pihését szolgáló létesítményeket hoznak létre az egész szigeten.   Ezeket a terveket erősen vitatták az ökológus mozgalmak és emiatt hosszú és durva jogi csata zajlott a sziget sorsáról.
Aztán 1987-ben a Consell Insular de Mallorca megvásárolta a szigetet. 1995-ben a Baleár-szigeteki önkormányzat bejelentette hogy iszapos természeti parkként fog üzemelni a sziget.
Azóta is így üzemel. Turistaútvonal van kiépítve a szigeten, s hajók szállítják át a kirándulni vágyókat fakultatív programként ajánlják megtekintését.